# Elaeocarpus dinagatensis
Elaeocarpus dinagatensis là một loài thực vật có hoa thuộc họ Elaeocarpaceae.
Loài này chỉ có ở Philippines.